# Manduca jamaicensis
Manduca jamaicensis är en fjärilsart som beskrevs av Butler 1877. Manduca jamaicensis ingår i släktet Manduca och familjen svärmare. Inga underarter finns listade i Catalogue of Life.